# Pszczoła olbrzymia
Pszczoła olbrzymia (Apis dorsata Fabr.) – gatunek z rodzaju Apis (pszczoły miodne), żyjący dziko w strefie klimatu tropikalnego i subtropikalnego południowej Azji, od Filipin do Pakistanu.
Buduje często skupienia gniazd na wolnym powietrzu. Jest to duży (270 × 120 cm) pojedynczy plaster, przytwierdzony zazwyczaj do rozwidlonych konarów drzew, do występu skalnego lub okapu budynku. Górna część plastra, pogrubiona do 12 cm, służy do gromadzenia miodu, dolna do wychowu czerwiu pszczelego i trutowego. Robotnice, o długości ciała 19 mm, są zbliżone wielkością do matki (23 mm) i trutni (17 mm), jaskrawo ubarwione (pomarańczowo-czarne), o ciemnych błonach skrzydeł.
Próby udomowienia pszczoły olbrzymiej nie dały zadowalających rezultatów.